# Beypore (ciutat)

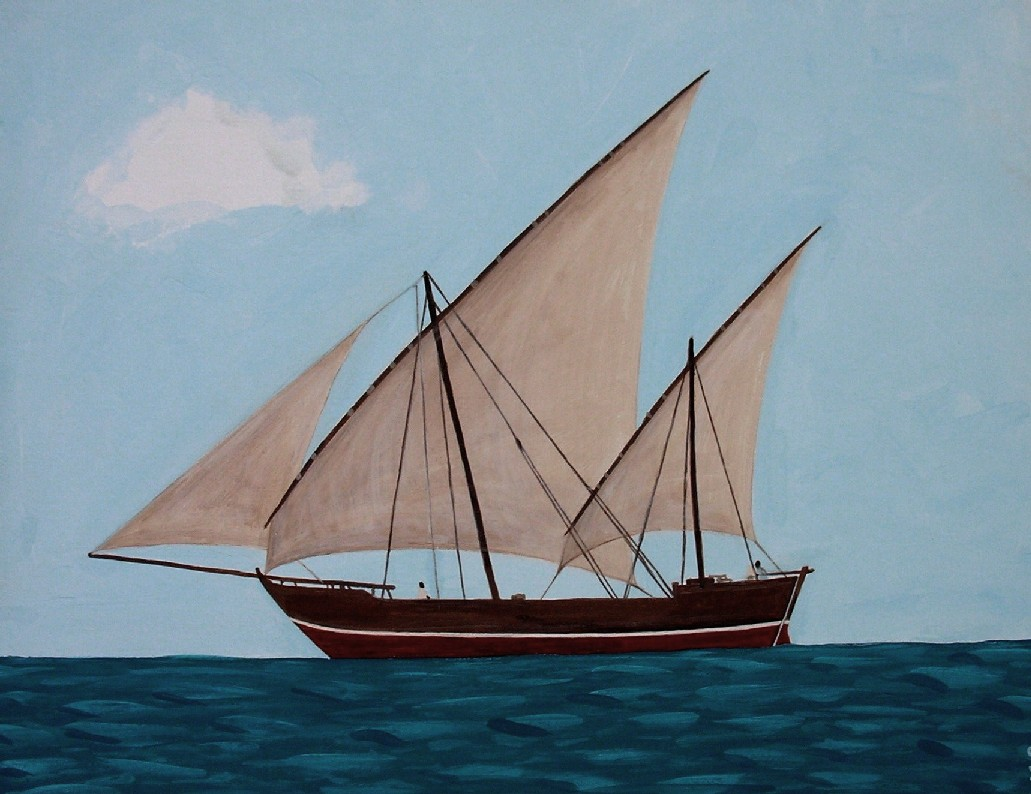
Un dau àrab bastit a Beypore. Beypore va ser un lloc important en temps antics a causa de la necessitat dels àrabs de construir llurs vaixells al lloc més proper on creixien arbres prou grans.

Beypore o Beypur és una ciutat (census town) a la costa de Kerala, districte de Kozhikode. Té una població de 66.883 habitants (2001).
El riu Chaliyar desaigua a aquesta ciutat i és conegut també com a riu de Beypore o Beypur.

## Història
El nom antic fou Vaypura o Vadaparappanad. Tipu Sultan la va rebatejar "Sultan Pattanam", i després sota els britànics va predominar Beypur.
Els portuguesos hi van establir una factoria (kalyan) vers 1530 però va ser un fracàs. Tipu Sultan la va seleccionar com a capital de Malabar però la seva mort a Seringapatam el 1799 va posar fi a la idea i les restes de la seva Sultan Pattanam pràcticament han desaparegut. El 1797 una serradora, el 1805 una factoria de lones i el 1848 una metal·lúrgia van fracassar. Només el comerç marítim era efectiu a la ciutat; el 1858 finalment s'hi va establir una estació de ferrocarril que va revifar la vila.